# 2022年3月上海市2019冠状病毒病聚集性疫情确诊概况
2022年3月上海市2019冠状病毒病聚集性疫情确诊概况，旨在描述2022年3月上海市2019冠状病毒病聚集性疫情确诊病例的相关基本信息。

## 个案特点
在本轮疫情中，累计报告无症状感染者数量远远大于确诊病例，出现暴增趋势。累计报告的感染者中，近90%是无症状感染者，感染者以中青年为主。对此上海市有关医学专家表示，此轮本土疫情病毒株为奥密克戎变异株，其自身特点造成感染者许多表现为无症状。而奥密克戎毒株潜伏期更长，无症状感染者偏多，感染后以轻症为主，主要是流鼻涕、打喷嚏、喉咙痛等，患者往往会误以为是普通感冒或者是季节性流感，而导致未及时就医，也使得在疫情的早期，医疗机构能够及时发现的病例数大幅减少，甚至是较长时间后才会发现疫情，即容易导致疫情隐匿一段时间后才暴发，因此也令疫情情况复杂，存在隐性传播，呈点性散发。另一方面，由于上海采取大规模人群免疫接种措施，人群机体免疫力增强，令无症状感染者比例上升。截至2022年2月15日的统计，上海累计接种疫苗5,549万剂次，完成全程接种人数达2,242万人，接种覆盖人群占全市常住人口的95.1%，另有1,063万人接种加强针。截至4月15日，上海市60岁及以上人群，完成全程疫苗接种的近360万人，接种率62%；完成加强免疫接种的218万人，接种率38%。
首都医科大学附属北京佑安医院呼吸与感染疾病科主任医师李侗分析说，中青年健康状况更好，抵抗力也较强，再加上疫苗接率更高，都是无症状感染者更多的原因。上海市疾控中心主任付晨在新闻发布会上曾表示，有症状的感染者往往是在出现症状，因症就诊过程中在医院发热门诊或者药店被监测哨点发现；而无症状感染者主要通过核酸检测、人群筛查等方式发现。在集中开展了区域网格化的核酸筛查后，发现了一定数量的阳性感染者，其中包括处于潜伏期和早期的无症状感染者。
2022年3月15日，上海市政府副秘书长、市疫情防控领导小组办公室主任顾洪辉通报本轮疫情概况，此轮疫情涉及商场超市、批发市场、公共浴室、社区活动中心、学校、医院等人群密集场所，以及商超员工、班车司机、隔离点工作人员、离退休人员等重点人群和普通社区人群，传播链复杂；而入境人员、输入病例大幅增加，国内区域协查任务持续增多和本土疫情交织迭加，给上海隔离房源、医疗救治资源等带来巨大压力。
2022年3月24日，张文宏在微博中介绍上海疫情防控的有关情况，强调非管控区域全员滚动筛查的病例占比逐渐走低，仅占总病例的10%，“预示社会面疫情逐渐受控”。3月28日，复旦大学上海医学院副院长吴凡表示，通过分析筛查结果，发现上海市疫情呈现区域聚集和全市散发并存两个特点，存在面上暴发的潜在风险。
2022年4月5日，胡必杰介绍，目前上海感染者情况来看，95%以上是无症状感染和轻型感染，真正有肺炎炎症的仅为3%-5%，至于重症、危重症等出现气急、低氧等情况，其实很少。
2022年4月8日，據上海市卫生健康委一级巡视员吴乾渝表示，自3月1日至4月7日24时，上海市累计报告本土阳性感染者131,524例，其中无症状感染者127,131例、确诊病例4,393例。其中只有1例重症。从年龄结构来看，所有确诊病例中，18岁及以下占15%，18岁至60岁占69%，60岁及以上占16%。所有感染者中，年龄最小10天，最大98岁。截至4月17日24时，在定点医疗机构接受治疗的重型患者有16例，均伴有严重的基础性疾病（重症免疫性疾病、晚期肿瘤、严重心脑血管疾病、重要脏器功能衰竭）以及高龄等高风险因素。本轮疫情以来，上海收治的重症患者以老年人为主，70岁以上老人占比接近三成；另外合并基础疾病的患者比例较高，超60%；其中合并3种以上基础疾病的占比四成，主要包括心脑血管疾病、肾脏疾病、代谢性疾病、呼吸系统疾病、神经系统疾病和恶性肿瘤等。因老年人免疫力较低，体质比较弱，是病毒易感人群，感染后很容易转为重症、危重症，增加抢救难度。
2022年4月9日，上海市疫情防控新闻发布会上通报，自4月4日以来，上海累计筛查约9,527万人次，已完成检测的样本中累计检出阳性感染者9.44万余人。筛查结果显示，近期上海市每日感染人数处于高位，累计感染人数居于前五位的地区分别为浦东新区、闵行区、徐汇区、黄浦区和嘉定区。上海市疫情呈现出区域聚集性的特点，特别是人员密集的单位、企业、老旧村居等。
2022年4月15日，中共中央政治局委员、国务院副总理孙春兰介绍，上海疫情取得了阶段性的成果，疫情的传播指数由当初的2.27下降到1.23，但脆弱群体的风险依然较大，因此仍需加强防控。
2022年4月21日上海市公共卫生临床中心新冠肺炎患者集中救治工作信息沟通会上，107岁的老太太被收治进入市公卫中心和一家四口（86岁的孩子）在4月1日同时被收治入院，患者基础疾病比较多，生活不能自理，患阿尔茨海默症多年，需要服用抗焦虑、镇静催眠类和防高血压的药物，这些药物可能和新冠治疗的有关药物发生相互冲突，经过两周治疗，老太太达到出院标准，一家四口同时顺利回家。
2022年4月30日，本轮疫情期间首个儿童重症患者（3岁）从上海交通大学医学院附属仁济医院南院治愈出院。患者确诊后一度出现了高烧、咳嗽、呼吸困难等症状，因年龄小，肺部的炎症感染很重，医生怀疑他合并了一些基础的其他的感染。
2022年5月14日，因发热、咳嗽、咳痰、气促确诊感染的108周岁重症患者叶鸣出院，创下中国大陆重型患者转阴出院最高龄纪录。浦东医院党委书记、院长余波杜忠华组织心内科、老年医学科、呼吸科、中医科等学科专家和护理团队成立“老宝贝”守护团队，在坚持“一人一方案”的基础上，对叶鸣给予重点关注，每日数次查房，观察病情变化，及时调整治疗措施。期间一度出现重症转至ICU，当时的ICU主任王树云表示“老人家目前的病况适合气管插管”，但考虑到患者已经108周岁，进行有创操作后恢复时间长，而且他的女儿也不赞成插管，后经中山医院专家钟鸣、国家督导组专家等开展病例讨论后，一致决定不插管，给予经鼻高流量湿化氧疗。
2022年6月18日，中国疾病预防控制中心出版的周报（CHINA CDC WEEKLY）发表了一项由张文宏教授和马昕教授领衔的大样本数据研究，首次揭示了非高危组奥密克戎患者重症率为零。在3月22日至5月3日期间的33816名早期非重症奥密克戎感染者，最后有22人进展为重症，总体重症率为0.065%（22/33816），高危组重症率为0.238%（22/9260），非高危组重症率为0%（0/24556）。

## 时间线
本轮疫情的开始时间是2022年2月底。2022年2月28日，一名56岁的退休女性因发热前往同济医院发热门诊就诊，核酸检测结果为阳性，3月1日市疾控中心复核为核酸检测阳性，诊断为确诊病例（轻型），是本轮疫情的指示病例。该病例已全程接种过疫苗。3月1日下午，上海市卫健委主任邬惊雷在上海市疫情防控新闻发布会上通报，当日新增本土确诊病例3例，本土无症状感染者4例，均与3月1日报告的确诊病例同在一个老年舞蹈队，在普陀区石泉路街道宁强路33号石泉社区文化活动中心一起进行过舞蹈训练。而3月1日确诊病例的病毒基因测序初步结果是奥密克戎变异株。而3月2日还新增1名无症状感染者，是2022年2月27日报告的一例本土无症状感染者的密切接触者。另外當天起华亭宾馆集中隔离点工作人员中陆续出现核酸检测异常情况。
3月3日，上海市在对外省市推送的风险人员所涉及的相关人员开展例行筛查时，发现5名核酸检测结果异常人员，均为松江区九里亭街道永辉超市沪亭北路店员工，住址在闵行区和松江区，均已全程接种疫苗。当日累计新增本土无症状感染者14例，其中归属同一舞蹈队或时装队的感染群组新增5人感染。
3月4日，上海市在对松江区本地疫情相关风险人员的例行排查中，新增报告3例本土确诊病例和5例无症状感染者。新增病例中，病例1是2022年3月3日报告的本土确诊病例的密切接触者，而6人则是病例1的密切接触者，3人居住于嘉定区马陆镇宝安公路3705弄马陆包装城。除一人仅接种1剂次疫苗外，其余均已全程接种疫苗。之后报告再新增11例无症状感染者，其中1例在高风险人员例行筛查中发现，其余均为本土确诊病例的密切接触者。
3月5日，上海市新增本土无症状感染者28例，其中病例1-22均系本土确诊病例及无症状感染者的密切接触者；病例23-28均为入境人员集中隔离点工作人员，是入境隔离酒店华亭宾馆感染群组首批报告的感染者。當天华亭宾馆被列为中风险地区，該賓館先后累计有62人核酸检测阳性。3月6日该群组新增3例确诊病例和6例无症状感染者，均为2022年3月5日报告无症状感染者的密切接触者（同一隔离点工作人员）；另外1例无症状感染者系浦东机场重点岗位工作人员。
3月7日的通报中又新增38例无症状感染者，均系本土确诊病例或无症状感染者的密切接触者。
3月8日，上海市疫情防控新闻发布会上通报当日新增3例本土确诊病例。其中1例为新发独立疫情，在静安区北站街道河南北路233号工作，工作地点为以服饰批发为主的商业楼宇；其余2人均在集中隔离管控中发现；新增本土无症状感染者62例，均在隔离管控中发现。
3月9日，上海市疫情防控新闻发布会上通报当日新增报告4例确诊病例，其中1人为8岁小学生，因症就诊中核酸检测结果异常；其余均在集中隔离管控或风险人群筛查中发现；另外新增无症状感染者76例，其中12例无症状感染者在相关风险人群排查中发现，其余在隔离管控中发现。
在此之后，上海市累计报告感染者数量持续增长，3月13日新增本土确诊病例41例（含2例由无症状感染者转为确诊病例）和无症状感染者128例，之后单日新增感染者数量均超过百例，尤其是3月15日、16日、17日开展的大规模重点区域的筛查，病例数明显增加，上海市卫健委主任邬惊雷在3月20日举行的新闻发布会上形容“这次筛查是及时有效的，是必要的，这对我们尽快发现阳性感染者，控制疫情传播是非常关键的”。
3月24日，上海新增本土确诊病例29例和无症状感染者1,580例，这是本轮疫情以来首次报告感染者破千例。
3月30日，吴寰宇介绍，本市近期报告的阳性感染者以奥密克戎变异株为主，奥密克戎毒株BA.1的传播速度比德尔塔毒株增加约70%多，而BA.2又比BA.1传播速度高出60%多。
4月4日，上海新增本土确诊病例268例和无症状感染者13,086例，这是新增阳性感染者数量首次突破一万例。
4月7日，新增本土确诊病例824例和无症状感染者20,398例，单日报告新增感染者首次突破两万，创下中国城市单日感染纪录。
3月28日起，随着上海本土每日新增确诊病例人数和无症状感染者人数较前大幅度增加，由此前无症状感染者转为确诊患者的人数也在同步增加，4月7日转归确诊人数达到323人，4月8日达到最高值420人，之后又有回落。 
4月17日，上海市卫健委主任邬惊雷在上海市疫情防控新闻发布会上通报，上海在风险人群中发现的阳性感染者比例在下降。 
4月20日，上海市卫健委一级巡视员吴乾渝通报，全市疫情近几天呈下降趋势，单日新增报告100例以上的街镇已连续3日降低，社区扩散得到有效遏制。浦东、闵行、松江、青浦和普陀等5区近3日疫情总体呈持续下降趋势。徐汇、杨浦、虹口、长宁、宝山和嘉定等6区疫情总体处于平台波动状态；黄浦区疫情小幅上升，静安区疫情上升趋势趋缓。奉贤、金山和崇明等3区疫情持续低位，金山区和崇明区首日达到社会面清零目标。4月21日，崇明區副區長张秩通表示，崇明区有90％的村居和市民位于防范区内，不過大部分超市主要采取“关门不歇业”的模式經營。
4月22日，上海新增本土确诊病例2736例和无症状感染者20634例，数字较前几日有所上升，总体在封控区、管控区、集中隔离点内发现。增加原因主要与近期的社区，特别是一些老旧小区共用卫生间和厨房等现象普遍存在有关，另外是与建设工地、企业等聚集性疫情有关。 
4月24日，松江区实现社会面清零。 
4月24日新闻发布会上通报，上海新增阳性感染者数量仍较多，处于高位波动状态，主要是因为在部分建设工地、企业等聚集性疫情有所抬头。而近期新报告的阳性感染者，在闭环隔离管控外发现的比例逐渐降低，总体是在封控区、管控区、集中隔离点内发现的。 
4月25日，青浦区实现社会面清零。 
4月25日，张文宏接受《人民日报》采访时表示，上海从4月初以来每天最高有2万7000人感染，已逐渐降至每日2万例左右。病毒传播的基本再生数从R0=9.5左右，降低至有效再生数Rt=1.0左右。尽管仍存在较高反弹风险，但管控区外的社会面病例数呈逐步下降趋势，部分行政区已实现社会面筛查全阴性。他还表示，后续的社会面清零工作仍然非常艰巨，需要予以充分重视。26日，上海市疾控中心副主任孙晓冬在新闻发布会上介绍，尽管疫情仍处于高位运行的状态，但下降趋势已经出现，25日报告病例的绝对数已经比24日下降2000多例，占比基本达到13%左右，这也是自疫情近期开始呈现下降趋势以来，下降幅度较大的一次，且90%以上的阳性感染者是在封控期间和集中隔离点中发现的，但疫情仍处于波动状态。上海市疾控中心副主任孙晓冬介绍也介绍了本轮疫情发展情况。从疫情发生至3月中旬，累计报告感染者超过1000例；到3月下旬累计超过10000例，仅用10天左右翻了10倍；到4月上旬累计超过100000例，也仅用10天左右翻了10倍。在本轮疫情的早期，疫情是按照几何级数的增长幅度在增加，且用时很短，截至4月24日累计数已超过50万。 
4月27日，上海新增本土确诊病例1292例（含既往无症状感染者转为确诊病例858例）和无症状感染者9330例，实际新增本土阳性感染者9764例，这是本轮疫情以来单日报告感染者数首次下降至万例以下。深圳国家感染性疾病临床医学研究中心、深圳市第三人民医院院长卢洪洲27日表示，上海市新增本土确诊病例和本土无症状感染者人数连续下降可以视为此轮疫情“拐点”到来。
4月30日，上海市卫健委通报，29日新增本土确诊病例1249例和无症状感染者8932例，其中985例确诊病例为既往无症状感染者转归，其余均在隔离管控中发现。这是本轮疫情以来上海全市首次实现风险人群排查零新增（社会面清零）。
5月1日，上海市政府副秘书长、市疫情防控领导小组办公室主任顾洪辉通报，上海本轮疫情阳性感染者自4月13日达到单日峰值27605例后，总体呈现波动下降趋势；4月27日起，单日新增感染者数量已连续4天在1万例以下；本轮疫情的有效传播指数（实时再生数）Rt值，由此前的2.27下降到0.67，已连续15天维持在1以下；核酸筛查和抗原检测的阳性检出率逐步下降，疫情社区传播风险已得到有效遏制。但上海每日新增感染者的绝对数仍处于高位，部分老旧小区、大型企业和建筑工地等重点区域仍有疫情，全市隔离房源仍比较紧张，重症、危重症患者救治任务仍比较重。上海也公布了社会面清零和基本清零的评价标准，即以行政区为单位，区内社会面（含管控区、防范区，以及非闭环管理的社会流动人员等）阳性感染者数量日趋减少、风险可控；连续三天单日新增数占区内总人口数比例小于十万分之一即为社会面基本清零；连续三天单日新增数为零即为社会面清零。本轮疫情社会面清零之后，全市将进入常态化防控阶段。截至当日，奉贤、金山、崇明、青浦、松江和普陀符合社会面基本清零标准，在执行“三区防控”相关规定时一并实施“有限人员、有限区域、有限活动”政策。浦东、黄浦、静安、徐汇、长宁、虹口、杨浦、宝山、闵行和嘉定尚未达到社会面基本清零标准。浦东新区因区域面积较大等原因，将按照街镇划分，并实施相应的分区分级差异化防控措施，部分街镇已经符合社会面基本清零标准。
5月6日，上海市常务副市长吴清介绍，自4月22日以来，全市疫情报告阳性感染者数量连续两周呈现下降趋势，实时再生数（Rt）连续十多天维持在1以下，阳性检出率逐步下降，核酸筛查检出感染者已降至5000人以内，且绝大部分在封控区和隔离人群中，疫情社区传播风险得到有效遏制。嘉定区达到社会面基本清零标准，全市累计7个区和浦东部分街镇社会面基本清零。而单日新增阳性感染者数量降幅较小，社会面仍有阳性感染者报告，存在疫情反弹的风险。
5月7日，金山区无新增本土确诊病例和本土无症状感染者，这是本轮疫情以来，上海单个市辖区首次无新增感染者报告。
5月10日，上海新增本土确诊病例228例和无症状感染者1259例，其中198例确诊病例为既往无症状感染者转归，30例确诊病例和1259例无症状感染者在隔离管控中发现，无风险人群排查发现个案。这是本轮疫情以来上海全市第二次实现社会面清零。奉贤区当日无新增确诊病例和无症状感染者，为自本轮疫情以来上海第二个无新增感染者报告的市辖区。11日，上海市卫健委副主任赵丹丹介绍，徐汇区达到社会面基本清零标准，全市已有8个区和浦东部分街镇社会面基本清零。12日，赵丹丹表示上海新增感染者人数整体呈下降趋势，在隔离管控外发现的新增阳性感染者越来越少，社会面疫情风险得到有效控制。但反弹风险依然存在，老旧小区、城中村等重点风险区域需继续推进拔点攻坚工作，不能掉以轻心。5月13日，上海市委常委、常务副市长吴清通报，近期上海99%以上的阳性感染者在闭环管控中发现，在相关风险人群筛查中的感染者数量近三天共报告6例。
5月15日，上海新增本土确诊病例69例和无症状感染者869例，其中42例确诊病例为既往无症状感染者转归，27例确诊病例和869例无症状感染者在隔离管控中发现。这是本轮疫情以来报告阳性感染者首次下降至1000例以下，同时为连续两天社会面无新增。
5月16日，上海市副市长宗明宣布，上海全市16个区当中15个区实现社会面清零。17日，上海市卫生健康委副主任赵丹丹介绍，上海全市16个区都已全面实现社会面清零。
5月19日，青浦区徐泾镇新增3例无症状感染者，三人为同一家庭，14天内均未离开青浦区徐泾镇。这是上海宣布全市16个区实现社会面清零后，首次在防范区发现的阳性感染个案。上海同时将青浦区徐泾镇迮庵村（杨巷西区）列为中风险地区。
5月24日，嘉定区菊园新区新增1例无症状感染者，嘉定区菊园新区永靖路898弄（北区） 列为中风险地区。
5月27日，松江区方松街道报告1例确诊病例（轻型），与其同住的三人均被确诊。松江区方松街道滨湖路585弄列为中风险地区。
5月28日，浦东新区花木街道报告1例确诊病例（轻型），浦东新区花木街道丁香路910弄列为中风险地区。
5月29日，上海新增本土确诊病例6例和无症状感染者61例，实际新增感染者65例，这是本轮疫情以来当日新增感染人数首次下降至100例以下。其中闵行区吴泾镇报告1例确诊病例，闵行区吴泾镇剑川路165号列为中风险地区。
6月2日，上海新增社会面3例本土确诊病例和4例本土无症状感染者，浦东新区报告4例，静安区报告3例。浦东新区报告4例中，1例住惠南镇，3例住花木街道，为一家人；静安区报告3例中，1例住曹家渡街道，2例住天目西路街道，为夫妻关系。新增感染者均已全程接种疫苗。
6月3日，上海新增社会面2例本土确诊病例和1例本土无症状感染者，分别为黄浦区、徐汇区和宝山区报告，均已全程接种疫苗。
6月5日，新增社会面2例本土确诊病例和1例本土无症状感染者，虹口区2例、宝山区1例，有2例已全程接种疫苗，其余1例未曾接种疫苗。上海市卫健委主任邬惊雷表示，上海社会面仍有多点散发病例，疫情反弹风险依然存在，“降新增、防反弹”仍是当前防疫工作的重要任务。当日上海市累计新增8例阳性感染者，是本轮疫情以来当日新增感染人数首次下降至10例以下。
6月6日，新增社会面3例本土确诊病例，徐汇区2例、静安区1例，有2例已全程接种疫苗，其余1例未曾接种疫苗。
6月7日，新增社会面2例本土确诊病例和2例本土无症状感染者，静安区2例、宝山区和浦东新区各1例，有3例已全程接种疫苗，其余1例未曾接种疫苗。
6月9日，新增社会面5例本土确诊病例和1例本土无症状感染者。其中有3人工作地均为徐汇区红玫瑰美容院，初步调查发现该美容院存在部分员工没有按要求开展每天核酸检测的情况。
6月10日，新增社会面4例本土确诊病例和2例本土无症状感染者，其中有两人的轨迹均涉及杨浦区邯郸路585号苏宁易购五角场店。
6月11日，新增社会面3例本土确诊病例和1例本土无症状感染者。
6月12日，新增社会面1例本土确诊病例和4例本土无症状感染者。截至当日，已排查到有16例阳性感染者轨迹涉及邯郸路585号苏宁易购（五角场店）。
6月13日，新增社会面1例本土无症状感染者。
6月14日，新增社会面2例本土确诊病例和1例本土无症状感染者。
6月15日，新增社会面2例本土确诊病例。自6月1日上海“解封”以来至6月15日，除1日、4日、8日社会面无检出感染者外，已12天有社会面检出。其中连续7天有社会面检出。期间上海累计报告感染者248例，其中47例为非管控人群。
6月17日，国家卫生健康委疾控局一级巡视员贺青华介绍，上海近期持续报告零星的非管控人员感染，个别区域还存在隐匿社区传播风险。
6月24日，无新增本土确诊病例和无症状感染者，这是本轮疫情以来上海市无新增本土感染者。
| 上海市本次疫情 | 本土新增数据 | 本土新增数据 | 本土新增数据 | 本土新增数据 | 本土累计数据 | 本土累计数据 | 本土累计数据 |         |
| 时间 | 确诊         | 无症状转确诊 | 无症状       | 感染         | 确诊         | 无症状       | 感染         | 来源    |
| --- | ------------ | ------------ | ------------ | ------------ | ------------ | ------------ | ------------ | ------- |
| 3月1日0—24 | 1            | 0            | 1            | 2            | 1            | 1            | 2            | [ 103 ] |
| 3月2日0—24时 | 3            | 0            | 5            | 8            | 4            | 6            | 10           | [ 104 ] |
| 3月3日0—24时 | 2            | 0            | 14           | 16           | 6            | 20           | 26           | [ 105 ] |
| 3月4日0—24时 | 3            | 0            | 16           | 19           | 9            | 36           | 45           | [ 106 ] |
| 3月5日0—24时 | 0            | 0            | 28           | 28           | 9            | 64           | 73           | [ 107 ] |
| 3月6日0—24时 | 3            | 0            | 45           | 48           | 12           | 109          | 121          | [ 108 ] |
| 3月7日0—24时 | 4            | 0            | 51           | 55           | 16           | 160          | 176          | [ 109 ] |
| 3月8日0—24时 | 3            | 0            | 62           | 65           | 19           | 222          | 241          | [ 110 ] |
| 3月9日0—24时 | 4            | 0            | 76           | 80           | 23           | 298          | 321          | [ 111 ] |
| 3月10日0—24时 | 11           | 0            | 64           | 75           | 34           | 362          | 396          | [ 112 ] |
| 3月11日0—24时 | 5            | 0            | 78           | 83           | 39           | 440          | 479          | [ 113 ] |
| 3月12日0—24时 | 1            | 0            | 64           | 65           | 40           | 504          | 544          | [ 114 ] |
| 3月13日0—24时 | 41           | 2            | 128          | 167          | 81           | 630          | 711          | [ 115 ] |
| 3月14日0—24时 | 9            | 0            | 130          | 139          | 90           | 760          | 850          | [ 116 ] |
| 3月15日0—24时 | 5            | 0            | 197          | 202          | 95           | 957          | 1052         | [ 117 ] |
| 3月16日0—24时 | 8            | 1            | 150          | 157          | 103          | 1106         | 1209         | [ 118 ] |
| 3月17日0—24时 | 57           | 0            | 203          | 260          | 160          | 1309         | 1469         | [ 119 ] |
| 3月18日0—24时 | 8            | 0            | 366          | 374          | 168          | 1675         | 1843         | [ 120 ] |
| 3月19日0—24时 | 17           | 6            | 492          | 503          | 185          | 2161         | 2346         | [ 121 ] |
| 3月20日0—24时 | 24           | 0            | 734          | 758          | 209          | 2895         | 3104         | [ 122 ] |
| 3月21日0—24时 | 31           | 0            | 865          | 896          | 240          | 3760         | 4000         | [ 123 ] |
| 3月22日0—24时 | 4            | 0            | 977          | 981          | 244          | 4737         | 4981         | [ 124 ] |
| 3月23日0—24时 | 4            | 0            | 979          | 983          | 248          | 5716         | 5964         | [ 125 ] |
| 3月24日0—24时 | 29           | 0            | 1580         | 1609         | 277          | 7296         | 7573         | [ 126 ] |
| 3月25日0—24时 | 38           | 5            | 1773         | 1806         | 315          | 9064         | 9379         | [ 127 ] |
| 3月26日0—24时 | 45           | 0            | 2631         | 2676         | 360          | 11695        | 12055        | [ 128 ] |
| 3月27日0—24时 | 50           | 0            | 3450         | 3500         | 410          | 15145        | 15555        | [ 129 ] |
| 3月28日0—24时 | 96           | 21           | 4381         | 4456         | 506          | 19505        | 20011        | [ 130 ] |
| 3月29日0—24时 | 326          | 18           | 5656         | 5964         | 832          | 25143        | 25975        | [ 131 ] |
| 3月30日0—24时 | 355          | 16           | 5298         | 5637         | 1187         | 30425        | 31612        | [ 132 ] |
| 3月31日0—24时 | 358          | 20           | 4144         | 4482         | 1545         | 34549        | 36094        | [ 133 ] |
| 4月1日0—24时 | 260          | 2            | 6051         | 6309         | 1805         | 40598        | 42403        | [ 134 ] |
| 4月2日0—24时 | 438          | 73           | 7788         | 8153         | 2243         | 48313        | 50556        | [ 135 ] |
| 4月3日0—24时 | 425          | 71           | 8581         | 8935         | 2668         | 56823        | 59491        | [ 136 ] |
| 4月4日0—24时 | 268          | 4            | 13086        | 13350        | 2936         | 69905        | 72841        | [ 137 ] |
| 4月5日0—24时 | 311          | 40           | 16766        | 17037        | 3247         | 86631        | 89878        | [ 138 ] |
| 4月6日0—24时 | 322          | 15           | 19660        | 19967        | 3569         | 106276       | 109845       | [ 139 ] |
| 4月7日0—24时 | 824          | 323          | 20398        | 20899        | 4393         | 126351       | 130744       | [ 140 ] |
| 4月8日0—24时 | 1015         | 420          | 22609        | 23204        | 5408         | 148540       | 153948       | [ 141 ] |
| 4月9日0—24时 | 1006         | 191          | 23937        | 24752        | 6414         | 172286       | 178700       | [ 142 ] |
| 4月10日0—24时 | 914          | 47           | 25173        | 26040        | 7328         | 197412       | 204740       | [ 143 ] |
| 4月11日0—24时 | 994          | 273          | 22348        | 23069        | 8322         | 219487       | 227809       | [ 144 ] |
| 4月12日0—24时 | 1189         | 23           | 25141        | 26307        | 9511         | 244605       | 254116       | [ 145 ] |
| 4月13日0—24时 | 2573         | 114          | 25146        | 27605        | 12084        | 269637       | 281721       | [ 146 ] |
| 4月14日0—24时 | 3200         | 307          | 19872        | 22765        | 15284        | 289202       | 304486       | [ 147 ] |
| 4月15日0—24时 | 3590         | 922          | 19923        | 22591        | 18874        | 308203       | 327077       | [ 148 ] |
| 4月16日0—24时 | 3238         | 1177         | 21582        | 23643        | 22112        | 328608       | 350720       | [ 149 ] |
| 4月17日0—24时 | 2417         | 853          | 19831        | 21395        | 24529        | 347586       | 372115       | [ 150 ] |
| 4月18日0—24时 | 3084         | 974          | 17332        | 19442        | 27613        | 363944       | 391557       | [ 151 ] |
| 4月19日0—24时 | 2494         | 533          | 16407        | 18368        | 30107        | 379818       | 409925       | [ 152 ] |
| 4月20日0—24时 | 2634         | 459          | 15861        | 18036        | 32741        | 395220       | 427961       | [ 153 ] |
| 4月21日0—24时 | 1931         | 143          | 15698        | 17486        | 34672        | 410775       | 445447       | [ 154 ] |
| 4月22日0—24时 | 2736         | 1120         | 20634        | 22250        | 37408        | 430289       | 467697       | [ 155 ] |
| 4月23日0—24时 | 1401         | 541          | 19657        | 20517        | 38809        | 449405       | 488214       | [ 156 ] |
| 4月24日0—24时 | 2472         | 846          | 16983        | 18609        | 41281        | 465542       | 506823       | [ 157 ] |
| 4月25日0—24时 | 1661         | 968          | 15319        | 16012        | 42942        | 479893       | 522835       | [ 158 ] |
| 4月26日0—24时 | 1606         | 1253         | 11956        | 12309        | 44548        | 490596       | 535144       | [ 159 ] |
| 4月27日0—24时 | 1292         | 858          | 9330         | 9764         | 45840        | 499068       | 544908       | [ 160 ] |
| 4月28日0—24时 | 5487         | 5062         | 9545         | 9970         | 51327        | 503551       | 554878       | [ 161 ] |
| 4月29日0—24时 | 1249         | 985          | 8932         | 9196         | 52576        | 511498       | 564074       | [ 162 ] |
| 4月30日0—24时 | 788          | 683          | 7084         | 7189         | 53364        | 517899       | 571263       | [ 163 ] |
| 5月1日0—24时 | 727          | 529          | 6606         | 6804         | 54091        | 523976       | 578067       | [ 164 ] |
| 5月2日0—24时 | 274          | 155          | 5395         | 5514         | 54365        | 529216       | 583581       | [ 165 ] |
| 5月3日0—24时 | 260          | 151          | 4722         | 4831         | 54625        | 533787       | 588412       | [ 166 ] |
| 5月4日0—24时 | 261          | 185          | 4390         | 4466         | 54886        | 537992       | 592878       | [ 167 ] |
| 5月5日0—24时 | 245          | 181          | 4024         | 4088         | 55131        | 541835       | 596966       | [ 168 ] |
| 5月6日0—24时 | 253          | 175          | 3961         | 4039         | 55384        | 545621       | 601005       | [ 169 ] |
| 5月7日0—24时 | 215          | 135          | 3760         | 3840         | 55599        | 549246       | 604845       | [ 170 ] |
| 5月8日0—24时 | 322          | 230          | 3625         | 3717         | 55921        | 552641       | 608562       | [ 171 ] |
| 5月9日0—24时 | 234          | 156          | 2780         | 2858         | 56155        | 555265       | 611420       | [ 172 ] |
| 5月10日0—24时 | 228          | 198          | 1259         | 1289         | 56383        | 556326       | 612709       | [ 173 ] |
| 5月11日0—24时 | 144          | 106          | 1305         | 1343         | 56527        | 557525       | 614052       | [ 174 ] |
| 5月12日0—24时 | 227          | 167          | 1869         | 1929         | 56754        | 559227       | 615981       | [ 175 ] |
| 5月13日0—24时 | 194          | 140          | 1487         | 1541         | 56948        | 560574       | 617522       | [ 176 ] |
| 5月14日0—24时 | 166          | 111          | 1203         | 1258         | 57114        | 561666       | 618780       | [ 177 ] |
| 5月15日0—24时 | 69           | 42           | 869          | 896          | 57183        | 562493       | 619676       | [ 178 ] |
| 5月16日0—24时 | 77           | 46           | 746          | 777          | 57260        | 563193       | 620453       | [ 179 ] |
| 5月17日0—24时 | 96           | 56           | 759          | 799          | 57356        | 563896       | 621252       | [ 180 ] |
| 5月18日0—24时 | 82           | 48           | 637          | 671          | 57438        | 564485       | 621923       | [ 181 ] |
| 5月19日0—24时 | 88           | 71           | 770          | 787          | 57526        | 565184       | 622710       | [ 182 ] |
| 5月20日0—24时 | 84           | 49           | 784          | 819          | 57610        | 565919       | 623529       | [ 183 ] |
| 5月21日0—24时 | 52           | 29           | 570          | 593          | 57662        | 566460       | 624122       | [ 184 ] |
| 5月22日0—24时 | 55           | 30           | 503          | 528          | 57717        | 566933       | 624650       | [ 185 ] |
| 5月23日0—24时 | 58           | 39           | 422          | 441          | 57775        | 567316       | 625091       | [ 186 ] |
| 5月24日0—24时 | 44           | 32           | 343          | 355          | 57819        | 567627       | 625446       | [ 187 ] |
| 5月25日0—24时 | 48           | 31           | 290          | 307          | 57867        | 567886       | 625753       | [ 188 ] |
| 注：（1）从指示病例日期开始统计；（2）①新增感染=新增确诊+新增无症状-新增无症状转确诊②累计确诊=新增确诊累计③累计无症状=新增无症状-新增无症状转确诊+前日累计无症状累计④累计感染=前日累计感染+新增感染（3）疫情期间感染者可能不为同一传播链，为统计方便考虑一并计入。 |              |              |              |              |              |              |              |         |

## 死亡病例
注：此章节大部分信息摘抄官方通报
4月17日，新增死亡病例3例，均为高龄重症患者，同时合并急性冠脉综合征、糖尿病、高血压、脑梗后遗症等严重的基础疾病，均未接种疫苗。入院后病情加重，抢救无效死亡，直接的死亡原因由基础疾病导致，这是本轮疫情以来上海首次报告死亡病例。
4月18日，新增死亡病例7例，年龄从60岁到101岁，其中75岁以上6例，合并冠心病、糖尿病、高血压3级、脑梗死后遗症、心功能Ⅲ级、脑梗塞、低蛋白血症等严重的基础疾病。75岁以下1例（60岁），合并创伤性脑疝、创伤性硬膜下出血、多发性大脑挫裂伤、创伤性蛛网膜下腔出血、中枢性尿崩症。均未接种疫苗。上述7例入院后病情加重，抢救无效死亡，直接的死亡原因由基础疾病导致。
4月19日，新增本土死亡病例7例，其中60岁以下2人，合并有晚期肺癌、胸腔积液、急性冠脉综合征，是本轮疫情上海首次出现非老年人的死亡病例。70岁以上5人，合并有冠心病、心力衰竭、高血压（极高危）、糖尿病、尿毒症、脑梗塞、晚期胰腺肿瘤等基础疾病。其中有2人接种过疫苗，其余未接种。这是自4月17日以来，上海市连续第三天出现死亡病例。
4月20日，新增死亡病例8例，平均年龄77.5岁，最大年龄93岁。8位患者合并有晚期恶性肿瘤、严重心血管疾病（冠心病，高血压3级等）、神经系统疾病（脑出血、脑梗、认知功能障碍）、尿毒症等，其中2例曾接种过新冠肺炎病毒疫苗，其余未接种疫苗。死亡的直接原因均为基础疾病所致。
4月21日，新增本土死亡病例11例，平均年龄84.2岁，最大年龄94岁。11位患者均合并有严重的多脏器基础疾病，且病情危重，包括冠心病、心功能不全、肝硬化终末期、脑梗、帕金森病、阿尔兹海默病、尿毒症等。其中1例曾接种过疫苗，其余均未接种疫苗。死亡的直接原因均为基础疾病所致。
4月22日，新增本土死亡病例12例，平均年龄88.2岁，最大年龄99岁。12位患者均合并有严重的慢性多脏器疾病，包括支气管哮喘、呼吸功能衰竭、冠心病、心功能不全、心律失常、高血压、脑梗后遗症、阿尔兹海默症等。上述病例均未接种过疫苗，死亡的直接原因均为基础疾病。
4月23日，新增死亡病例39例，平均年龄78.7岁，最大年龄98岁。39位患者均合并有严重的多脏器慢性疾病，包括冠心病、心力衰竭、严重心律失常、高血压、脑出血、脑梗后遗症、帕金森病、阿尔兹海默病、尿毒症、恶性肿瘤广泛转移等，上述病例均未接种过疫苗，死亡的直接原因均为基础疾病。
4月24日，新增本土死亡病例51例，平均年龄84.2岁，80岁以上高龄老人共37位，最大年龄100岁。51位患者基础疾病严重，累及多个脏器，包括急性冠脉综合征、心力衰竭、严重心律失常、高血压3级（极高危）、脑梗后遗症、糖尿病、帕金森病、阿尔兹海默症、尿毒症、恶性肿瘤、重度营养不良、电解质紊乱等。4例曾接种过疫苗，其余均未接种疫苗。死亡的直接原因均为基础疾病。
4月25日，新增本土死亡52例。平均年龄83.1岁，最小年龄33岁（因突发心跳呼吸骤停经抢救无效死亡，诊断为心源性猝死，曾接种两剂次疫苗），最大年龄100岁。52位患者均合并有多脏器基础疾病，包括肝脏肿瘤晚期、慢性阻塞性肺病、急性冠脉综合征、高血压3级（极高危）、糖尿病、脑梗后遗症、帕金森病、阿尔兹海默症、尿毒症等重要脏器的严重疾患。患者入院后，原发疾病进展迅速，经抢救无效死亡。死亡的直接原因均为基础疾病。
截至4月25日，本轮疫情以来，上海市共有死亡病例190例，最小33岁，最大101岁，平均年龄82.52岁。190例病例中，31—40岁2例，41—50岁2例，51—60岁6例，61—70岁16例、71—80岁38例、81—90岁79例、91—100岁46例、101岁及以上1例。据统计，70岁以上死亡病例占总数的86.32%。除1例心源性猝死之外，其余死亡原因均为基础性疾病。死亡病例中12例曾接种过疫苗，其余均未接种疫苗。本轮疫情以来，包括基础疾病死亡的病例计算在内的总死亡率维持在0.0178%，与早期武汉疫情期间有重大差异，当时病死率最高时可达5%以上。
4月26日，新增本土死亡48例。平均年龄80.85岁，最大年龄99岁。48位患者合并患有严重的多脏器基础疾病，包括脑出血、脑梗后遗症、冠心病、心肌梗死、心功能不全IV级、高血压3级（极高危）、阿尔兹海默症、尿毒症、消化道出血、胰腺恶性肿瘤晚期等。其中1例曾接种过疫苗，其余均未接种疫苗。死亡的直接原因均为基础疾病。
4月27日，新增本土死亡病例47例，平均年龄84.7岁，最小年龄67岁，最大年龄101岁。均合并各种原发基础疾病，包括严重心功能不全、心肌梗死、重度高血压、脑出血后遗症、糖尿病、慢性阻塞性肺病、阿尔兹海默症、帕金森病、尿毒症、乙状结肠癌晚期等。其中1例曾接种过疫苗，其余均未接种疫苗。死亡的直接原因均为基础疾病。
4月28日，新增本土死亡52例。平均年龄84.02岁，最小年龄58岁，最大年龄99岁。52位患者伴有多脏器严重的基础疾病，包括晚期恶性肿瘤（食道癌，胰腺癌、脑膜瘤、黑色素瘤）、冠心病、心功能不全IV级、心律失常、高血压3级（极高危）、神经系统疾病（脑出血术后、脑梗后遗症、帕金森病、阿尔兹海默症）、糖尿病及尿毒症等，均未接种过疫苗。死亡的直接原因均为基础疾病。
4月29日，新增本土死亡47例。平均年龄82.4岁，最小年龄55岁，最大年龄101岁。47位患者有多种脏器严重疾患或肿瘤，包括前列腺肿瘤、胃癌、喉癌、肺癌及冠心病、心功能不全IV级、高血压3级（极高危）、脑梗死及后遗症、阿尔兹海默症、尿毒症等。其中3例曾接种过疫苗，其余均未接种过疫苗。死亡直接原因均为基础疾病。
4月30日，新增本土死亡38例。平均年龄80.9岁，最小年龄50岁，最大年龄97岁。38位患者均有较为严重的急慢性基础疾病，包括急性心肌梗死、肺栓塞、冠心病、扩张性心肌病、心功能不全IV级、心律失常、高血压3级（极高危）、慢性阻塞性肺病、脑梗死及后遗症、阿尔兹海默症、糖尿病、尿毒症、肝硬化失代偿期、晚期恶性肿瘤等。其中3例曾接种过疫苗，其余均未接种过疫苗。死亡的直接原因为原发基础疾病。
5月1日，新增本土死亡32例。平均年龄84.1岁，最小年龄53岁，最大年龄98岁。32位患者合并有严重的多脏器疾病及肿瘤，包括冠心病、心功能不全、急性冠脉综合征、高血压3级（极高危）、脑梗死及后遗症、阿尔兹海默症、糖尿病、慢性肾功能衰竭、淋巴瘤、肝硬化、胃癌晚期等。其中4例曾接种过疫苗，其余均未接种过疫苗。死亡的直接原因均为基础疾病。
5月2日，新增本土死亡20例。平均年龄83.95岁，最小年龄49岁，最大年龄101岁。20位患者合并有多种急慢性基础疾病和晚期肿瘤，包括伴全身广泛转移的皮肤隆突性纤维肉瘤、膀胱癌、鼻咽癌以及急性心肌梗死、冠心病、心功能不全、高血压3级（极高危）、创伤性硬膜下出血伴癫痫、阿尔兹海默症、糖尿病、自身免疫性肝病等。其中1例曾接种过疫苗，其余均未接种过疫苗。死亡的直接原因为晚期肿瘤或基础疾病。
5月3日，新增本土死亡16例。平均年龄82.9岁，最小年龄64岁，最大年龄99岁。16位患者均合并有严重的多脏器慢性基础疾病及恶性肿瘤。
5月4日，新增本土死亡13例。平均年龄82.77岁，最小年龄40岁，最大年龄100岁。13位患者均合并有严重的急慢性基础疾病，包括肠坏死伴下消化道大出血、冠心病、心功能不全、心律失常、高血压3级（极高危）、糖尿病、肾功能不全、脑梗死及后遗症、帕金森病、阿尔兹海默症。死亡的直接原因均为基础疾病。
5月5日，新增本土死亡12例，平均年龄84.08岁，最小年龄59岁，最大年龄95岁。12位患者均合并有严重的慢性基础疾病以及恶性肿瘤，包括原发性肝癌伴转移、冠心病、心功能不全、心律失常、重度高血压、脑梗死及后遗症、阿尔兹海默症、糖尿病、肾病综合征等。12例死亡病例中，有1例曾接种过疫苗，其余均未接种疫苗。死亡的直接原因为晚期肿瘤或基础疾病。
5月6日，新增本土死亡13例。平均年龄83.8岁，最小年龄62岁，最大年龄95岁。13位患者合并有多种晚期恶性肿瘤和严重的急慢性基础疾病，包括晚期直肠癌、肺癌、颅内恶性肿瘤、慢性淋巴细胞性白血病、急性脑血管意外、急慢性心力衰竭、急性心肌梗死、高血压3级（极高危）、帕金森病、阿尔兹海默症、糖尿病，患者入院后因原发疾病加重而死。死亡的直接原因为晚期恶性肿瘤或基础疾病。
5月7日，新增本土死亡8例。平均年龄80.6岁，最小年龄55岁，最大年龄93岁。8位患者合并有严重的多脏器慢性基础疾病和恶性肿瘤，包括系统性红斑狼疮、狼疮肾病、尿毒症、肺部恶性肿瘤、冠心病、心功能不全、心律失常、高血压3级（极高危）、脑梗死、阿尔兹海默症、糖尿病。死亡的直接原因均为基础疾病或恶性肿瘤。
5月8日，新增本土死亡11例。平均年龄78.9岁，最小年龄49岁，最大年龄92岁。11位患者合并有多种严重的慢性基础疾病及晚期肿瘤，包括晚期肝癌、胃癌、淋巴瘤以及肝硬化失代偿、冠心病、急性冠脉综合征、心功能不全、阿尔兹海默症、脑梗死后遗症、脊髓灰质炎后遗症、糖尿病等。死亡的直接原因为基础疾病或恶性肿瘤。
5月9日，新增本土死亡病例6例。平均年龄79.5岁，最小年龄65岁，最大年龄90岁。6位患者合并有严重的多脏器慢性基础疾病及晚期肿瘤，包括肺癌晚期、冠心病、高血压3级（极高危）、脑梗死及后遗症、阿尔兹海默症、糖尿病、肾功能不全等。死亡的直接原因均为基础疾病或恶性肿瘤。
5月10日，新增本土死亡7例。平均年龄87.3岁，最小年龄75岁，最大年龄98岁。7位患者合并有严重的多脏器基础疾病，包括冠心病、急慢性心功能不全、严重心律失常、高血压3级（极高危）、脑梗死及后遗症、阿尔兹海默症、糖尿病、急性肝功能衰竭、急慢性肾功能不全等。死亡的直接原因均为基础疾病。
5月11日，新增本土死亡5例。平均年龄89.2岁，最小年龄87岁，最大年龄93岁。5位患者均合并有严重的多脏器慢性基础疾病，包括冠心病、心功能不全、心律失常、高血压、脑梗死后遗症、阿尔兹海默病、糖尿病、急性肝肾功能衰竭等。死亡直接原因均为基础疾病。
5月12日，新增本土死亡2例，两例年龄分别为88岁、89岁，合并有冠心病、缺血性心肌病、心律失常、心功能不全、高血压、脑梗死后遗症等基础疾病。死亡的直接原因均为基础疾病。
5月13日，新增本土死亡1例。该患者为84岁男性，合并有心律失常、高血压、脑出血后遗症等基础疾病，入院后因原发疾病加重并发多器官功能衰竭，经抢救无效死亡。死亡原因为基础疾病。
5月14日，新增本土死亡3例，平均年龄75.0岁，最小年龄58岁，最大年龄93岁。3位患者均合并有严重的急慢性基础疾病，包括限制性心脏病、急性冠脉综合征、急性肾功能不全、风湿性心脏病合并二尖瓣狭窄、高血压3级（极高危）等。患者入院后，原发疾病加重，经抢救无效死亡。死亡直接原因均为基础疾病。
5月15日，新增本土死亡4例，平均年龄86.5岁，最小年龄80岁，最大年龄93岁。4位患者均合并有严重的慢性基础疾病及肿瘤，包括食道肿瘤、冠心病、心功能不全4级、慢性阻塞性肺病、再生障碍性贫血、肾功能不全、慢性硬膜下血肿等。患者入院后，原发疾病加重，经抢救无效死亡。死亡的直接原因为基础疾病或肿瘤。
5月16日，新增本土死亡1例。患者为92岁女性，合并有冠心病、心功能不全、血管性痴呆、肾功能不全等基础疾病，入院后因原发疾病加重并发心源性休克，经抢救无效死亡。死亡直接原因为基础疾病。
5月17日，新增本土死亡3例，平均年龄69.7岁，最小年龄66岁，最大年龄74岁。3位患者合并有恶性肿瘤或严重的急慢性基础性疾病，包括胃癌晚期、心源性猝死、扩张型心肌病、全心衰竭、高血压3级（极高危）、帕金森病、肾功能不全等。患者入院后，原发疾病加重，经抢救无效死亡。死亡的直接原因为基础疾病或肿瘤。
5月18日，新增本土死亡1例。患者为64岁男性，合并有高血压、糖尿病等基础疾病，入院后因突发心脏骤停，经抢救无效死亡。死亡原因为基础疾病。
5月19日，无新增本土死亡病例。
5月20日，新增本土死亡1例。患者89岁，女性，合并有心律失常、高血压3级（极高危）、阿尔茨海默症等基础疾病，入院后因突发急性心肌梗死，经抢救无效死亡。死亡原因为基础疾病。
5月21日，新增本土死亡3例，平均年龄81.3岁，最小年龄71岁，最大年龄88岁。3位患者合并有多种严重的急慢性基础疾病，包括脑外伤、陈旧性脑梗死、血管性痴呆、高血压、糖尿病、坠积性肺炎、股骨颈骨折等。患者入院后，2例因原发疾病加重，1例因心源性猝死，经抢救无效死亡。死亡直接原因均为基础疾病。
5月22日，新增本土死亡1例。患者女性，93岁，合并有心律失常、高血压3级（极高危）、焦虑、抑郁障碍等基础疾病，入院后因突发急性心肌梗死，经抢救无效死亡。死亡原因为基础疾病。
5月23日，新增本土死亡1例。患者女性，85岁，合并有高血压3级（极高危）、脑梗死后遗症、阿尔茨海默病、帕金森病等基础疾病，入院后因突发心源性猝死，经抢救无效死亡。死亡原因为基础疾病。
5月24日，无新增死亡病例。
5月25日，新增本土死亡1例。患者女性，63岁，合并有急性消化道大出血、脑外伤后遗症、阿尔茨海默病、坠积性肺炎等急慢性基础疾病，入院后病情迅速加重，经抢救无效死亡。死亡原因为基础疾病。
5月26日，新增本土死亡1例。患者女性，87岁，合并有冠心病、急性心功能不全、I型呼吸衰竭、高血压、糖尿病等基础疾病，入院后因病情加重，抢救无效死亡。死亡原因为基础疾病。
5月27日至今各日，均无新增死亡病例。